# Fänestad
Fänestad en ort i Forsheda socken i Värnamo kommun i Jönköpings län. Fänestad klassades som småort av SCB till och med år 2005. Från 2015 avgränsar SCB här åter en småort.